# ヘルマン・ハインリヒ・ゴッセン
ヘルマン・ハインリヒ・ゴッセン（Hermann Heinrich Gossen、1810年9月7日 - 1858年2月13日）は、ドイツ・プロイセンの経済学者。主著『人間交易論』（原題『人間の交換の諸法則並びにこれに基づく人間の取引の諸基準の発展』Entwicklung der Gesetze des menschlichen Verkehrs und der daraus fließenden Regeln für menschliches Handeln）において、限界効用理論を初めて明確な形で記述した。

## 経歴
当時ナポレオン・ボナパルト占領下にあったデューレン（Düren）で生まれた。ボンで学んだ後、プロイセン王国の国家公務員として勤務した。1847年に引退し、その後、終生保険の販売を行い、1858年にケルンで死去した。
1854年にブラウンシュヴァイクで出版した『人間交易論』の中で、限界効用に関する理論を数学的手法によって説明し、ゴッセンの法則を明らかにしたことによって、経済学における限界効用学派の重要な先駆者となった。しかし、その著作は緻密で、当時としては一般的でなかった極度に数学的な形式で著されていたため、ほとんど受け入れられなかった。ゴッセン自身は自著がその意義において、コペルニクスの天体法則に関する革新に匹敵すると宣言したが、ほとんど賛同を得られなかった。著作の写本のほとんどは破棄され、今日ではごく僅かの写本が残されているに過ぎない。
1870年代に、カール・メンガー、ウィリアム・スタンレー・ジェヴォンズ、そしてレオン・ワルラスが各々ほとんど同時に限界効用理論を再提示した。これら3人のいずれが最初に理論を公式化したかの議論が行われる中、ジェヴォンズの同僚が『人間交易論』の写本を発見した。ゴッセンは原著の著者と認められ、彼の著作は多くの人に理解しやすいよう、あまり数学的でない方法で公式化し直された。
日本では手塚寿郎が研究した。